# Productieproces
Een productieproces is een proces met als einddoel het maken van een product. De term kan betrekking hebben op diverse vakgebieden, zoals de industriële en agrarische productie of de productie van diensten.
Het omvat een reeks van gebeurtenissen, geordend in de tijd, waarbij een ingangsproduct wordt omgezet in een gewenst uitgangsproduct. In het geval van technische productiesystemen behoren de keuze van de gebeurtenissen en ook de ordening van de gebeurtenissen tot de competentie van de mens. Voor natuurlijke productiesystemen (zoals die van appelen, melk en eieren) is het allemaal al geregeld en is er slechts in geringe mate beïnvloeding van de mens mogelijk.

## Soorten

### Stuksproductie
Als er stuk voor stuk wordt geproduceerd is er sprake van stuksproductie: bijvoorbeeld bouwwerken als bruggen, wegen, kerken, kunstwerken, ambachtsproducten, en de meeste producten die op bestelling worden gemaakt, zoals een belastingadvies, of een trouwjurk. De kenmerken van stuksproductie zijn een hoge kostprijs en unieke specificaties. Stuksproductie kan arbeidsintensief zijn. Men spreekt in dit geval ook wel over projectgestuurd werken. Elk project heeft een eigen planning.

### Serie- of batchproductie
Het gaat hier om producten die in serie worden gemaakt: in een keer 10, of 50 of 10.000. Voorbeelden zijn boten, huizen, auto's, maaltijden in een gaarkeuken. Daar kunnen vaak duurdere machines voor worden ingezet die uiteindelijk door hun grotere aantallen efficiënter kunnen draaien. Daardoor daalt de kostprijs, maar is er weinig ruimte voor klantspecifieke wensen. Door mass customization (het verwerken van klantspecifieke behoeften op grote schaal) wordt het langzamerhand steeds beter mogelijk om bij in serie geproduceerde producten toch aan klantspecifieke wensen tegemoet te komen. De kostprijs is bij serieproductie meestal laag, en het productieproces is meestal niet erg arbeidsintensief. Serieproductie stopt zo nu en dan en dan wordt er op dezelfde machines een andere serie gemaakt. Daarbij is er sprake van instel-, omstel- en schoonmaakwerkzaamheden.

### Continue productie
Een productieproces dat vrijwel nooit stopt noemt men continue productie of flowproductie. Vaak loopt het proces ook 7 dagen per week en 24 uur per dag. Hierbij gaat het altijd om bulkproducten, zoals in de petrochemische industrie en hoogovens, maar ook aan suiker, of de verwerking van melk. Grote volumes spelen hierbij een rol, en fabrieken draaien meestal continu door. Vaak zijn fabrieken ook geheel toegespitst op het maken van een enkel product. Na een initiële hoge investering in een fabriek zijn daarna de arbeidskosten en operatiekosten laag. De kostprijs wordt door dit productieproces erg laag. Dat wil zeggen dat de variabele kosten per stuk laag zijn, maar voor het terugverdienen van de vaste kosten is het nodig dat een groot deel van de capaciteit benut wordt.

### Massaproductie
Een mengvorm tussen serieproductie en continue productie is massaproductie. Men noemt dit ook wel groepsgewijs of autonoom werken. Dat is te vergelijken met een fabriek in de fabriek. Kleine groepen medewerkers zijn zelf verantwoordelijk voor de vervaardiging van een gedeelte of een geheel product. Zij werken dan aan vergelijkbare producten met daarop afgestemde hulpmiddelen.

### Productie van digitale producten
De productie van digitale producten wijkt af van die van fysieke producten:
- het product wordt éénmalig vervaardigd (meestal als stuksproductie) en is daarna schier eindeloos te kopiëren en te verkopen
- wel kunnen er updates noodzakelijk zijn en zal de productcatalogus regelmatig geactualiseerd moeten worden.

### Productie van diensten
Bij de inrichting van het productieproces voor diensten zal rekening moeten worden gehouden met de kenmerken van diensten, zoals de snelle vergankelijkheid ervan en de heterogeniteit. Het productieproces zal gericht zijn op:
- Voorkomen van leegstand (bijvoorbeeld in de horeca en theaters) en leegloop van medewerkers; dit brengt alleen kosten met zich mee, waar geen opbrengsten tegenover staan. Hiervoor zijn nodig: een goede planning en een systeem van reserveringen, voorverkoop of afspraken. Daarnaast zal het marketingbeleid een bijdrage kunnen leveren, zoals lagere prijzen in de daluren en het laagseizoen en juist hogere in piekuren en het hoogseizoen.
- Voorkomen van wachtrijen; dit ergert klanten, waardoor die alternatieven zullen zoeken. Naast de hierboven vermelde maatregelen, vergt dit ook het afstemmen van de personeelsbezetting en de inkoop van (verse) goederen op de (verwachte) vraag, èn het aangenaam bezig houden van klanten die toch moeten wachten, met bijvoorbeeld tijdschriften, speelgoed, tv/video, een koffiezetapparaat, en/of comfortabele stoelen.
- Voorkomen van grote verschillen in de dienstverlening van de verschillende medewerkers en op verschillende tijden. Om dit te bereiken kan de dienstverlening zoveel mogelijk worden gestandaardiseerd, het personeel worden opgeleid/geïnstrueerd en de geldende normen regelmatig onder de aandacht van het personeel worden gebracht. Ook monitoring, enquêtes onder klanten, steekproefsgewijze controles of andere vormen van kwaliteitsbewaking kunnen een bijdrage leveren.
- Op tijd de benodigde informatie beschikbaar hebben, zodat de dienstverlening efficiënt kan verlopen: een klant kan bijvoorbeeld van tevoren een vragenformulier invullen, gegevens van de klant over vorige bezoeken kunnen worden opgeslagen in een informatiesysteem (bijvoorbeeld bij een arts of kapper) en tijdens de dienstverlening kunnen deze gegevens geraadpleegd en aangevuld worden.

## Model

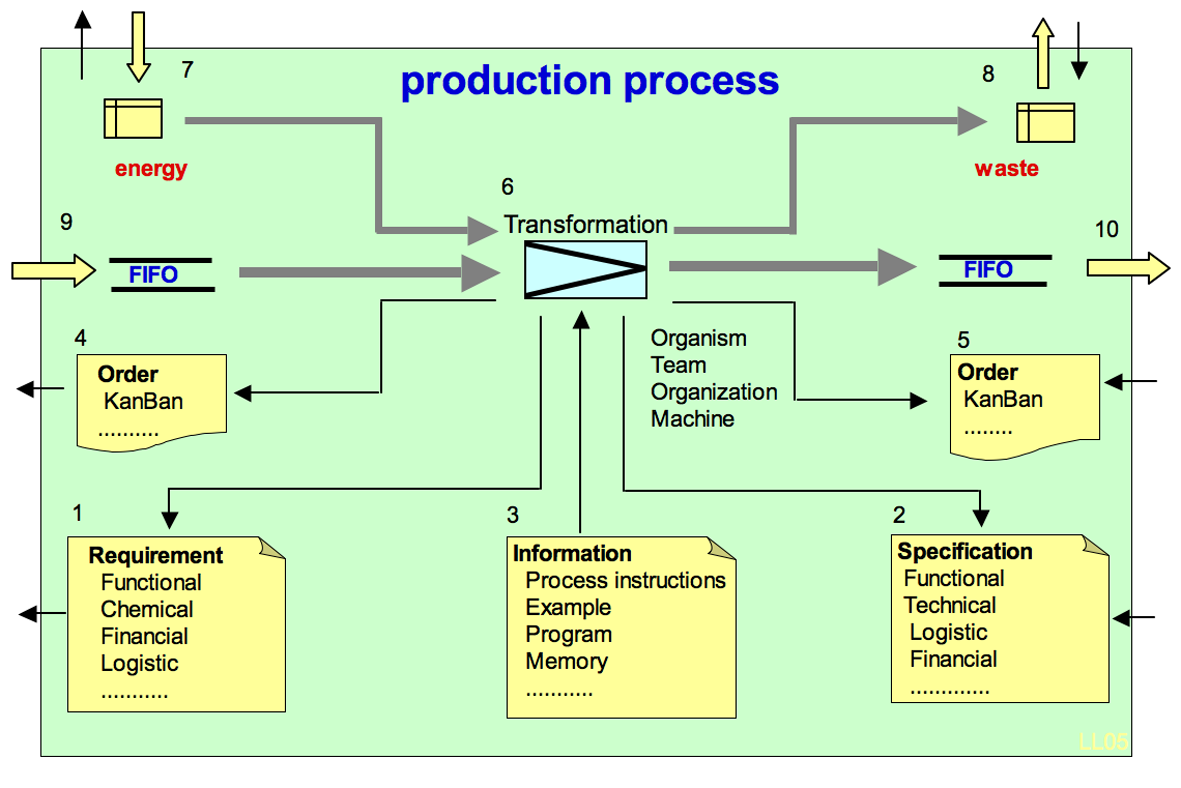
Model van het productieproces

Elk natuurlijk of kunstmatig productieproces is als volgt te beschrijven:
Informatie (3) in de vorm van procesinstructies en of voorbeelden, transformeren (6) gespecificeerde (1) grondstoffen (9) met behulp van energie (7) tot gespecificeerde (2) producten (10). Bij het productieproces komt afval (8) vrij. Externe informatie (5) en (4) en of een onderbreking van de materiaalstroom is er de oorzaak van dat het transformatieproces (6) start of stopt. Men noemt dit model ook wel de grondvorm van een organisatie.

## Optimalisatieprocessen
Er zijn verschillende theorieën en of methoden die beschrijven hoe het gehele productieproces of delen ervan geoptimaliseerd kunnen worden. Enkele voorbeelden hiervan zijn:
- Lean production
- Poka yoke
- Kaizen
- Pullproductie
- Just in time
- Kanban
- Fifo
- Lifo